# Dombay-tó megállóhely
Dombay-tó megállóhely Pécsvárad külterületén található megszűnt vasúti megállóhely a Pécs–Bátaszék-vasútvonalon, melyet a MÁV üzemeltetett.

## Története
A Dombay-tavat az 1960-as években alakították ki, az első személyszállító vonat 1965. május 30-án állt meg, a nyári időszakban a tó megközelítését tette lehetővé a Pécs felől érkezőknek. A nagyobb forgalom miatt később az összes vonat megállt itt minden időszakban.
2009. december 13-ától a vasútvonalon megszűnt a személyszállítás.

## Megközelítése
A megállóhely Pécsváradtól délnyugatra fekszik, 200 méterre a Dombay-tó déli partjától. Közúti megközelítése a 6544-es út felől a Patak utcán lehetséges. A városon áthaladó helyközi buszjáratok egy részének megállóhelye is van itt, Pécsvárad, Dombay-tó néven.

## Kapcsolódó állomások
A megállóhelyhez az alábbi állomások vannak a legközelebb:
- Hosszúhetény megállóhely
- Pécsvárad vasútállomás

## Forgalom
Megszűnése előtt a vonalon napi 5-6 vonatpár közlekedett, a Dombay-tónál minden szerelvény megállt.